# Uno von Troil
Uno von Troil, né le 24 février 1746 à Stockholm et décédé le 27 juillet 1803 à Sätra brunn, est un théologien luthérien suédois. Il est notamment archevêque d'Uppsala de 1786 à 1803.

## Biographie
Uno von Troil est le fils de Samuel Troilius, archevêque d'Uppsala. Après des études et des voyages aux Pays-Bas, en Islande et à Göttingen, il rentre au pays et est consacré pasteur en 1773. En 1775, il est nommé aumônier de la cour. Il se marie en 1776. En 1778, il devient vicaire de l'église Storkyrkann à Stockholm. En 1780, il est consacré évêque de Linköping. Il est nommé archevêque en 1786, à l'âge de 40 ans. À ce titre, il est également le président du clergé au Riksdag des États jusqu'à sa mort. Il est membre de plusieurs sociétés scientifiques.